# Mohamed Bouchouari
Mohamed Bouchouari (15 november 2000) is een Belgisch voetballer van Marokkaanse afkomst. Bouchouari is een verdediger die bij voorkeur als rechtsback speelt. In het seizoen 2022/23 wordt hij door RSC Anderlecht verhuurd aan FC Emmen.

## Carrière

### Jeugd
Bouchouari speelde in de jeugd bij PSV en Zulte Waregem. Hij ondertekende in 2017 zijn eerste profcontract bij Zulte Waregem. Een jaar later maakte hij echter de overstap naar RSC Anderlecht, waar hij een vaste waarde werd in het beloftenelftal van Jonas De Roeck. In de zomer van 2019 moest hi vertrekken bij Anderlecht.

### F91 Dudelange
Hij kwam tijdens het seizoen 2019/20 uit voor F91 Dudelange, waar hij op 9 juli 2019 zijn eerste officiële wedstrijd in het betaalde voetbal speelde: in de Champions League-kwalificatiewedstrijd tegen Valletta FC (2-2) kreeg hij meteen een basisplaats van trainer Emilio Ferrera. Behalve in de competitie speelde Bouchouari in de UEFA Europa League, waar hij opeens tegenover Nolito van Sevilla FC stond. Hij kwam in één seizoen in Luxemburg tot 26 wedstrijden.

### Anderlecht
Na zijn avontuur bij Dudelange, dat slechts één seizoen duurde, zat Bouchouari een paar maanden zonder club. In augustus 2020 was hij even in beeld bij Sporting Charleroi, maar een transfer kwam er niet. In december 2020 mocht hij meetrainen met zijn ex-club Anderlecht, waarop hij er op het einde van de maand een contract van anderhalf seizoen mocht ondertekenen. In februari 2022 kreeg Bouchouari, die tot dusver geen officiële speelminuten kreeg in het eerste elftal maar wel een vaste waarde was bij de beloften, een contractverlenging tot 2024 bij paars-wit.

### FC Emmen
In de zomer van 2022 werd Bouchouari voor één seizoen verhuurd aan FC Emmen, dat net gepromoveerd was naar de Eredivisie. Daar maakte hij op 18 september zijn debuut tegen Go Ahead Eagles. Op 12 november maakte hij tegen regerend landskampioen Ajax zijn eerste goal voor de club, in een spraakmakend 3-3 gelijkspel. 

## Clubstatistieken
| Seizoen     | Club           | Competitie      | Competitie | Competitie | Competitie | Beker | Beker | Beker | Internationaal | Internationaal | Internationaal | Totaal | Totaal | Totaal |
| Seizoen     | Club           | Competitie      | Wed.       | Dlp.       | Ass.       | Wed.  | Dlp.  | Ass.  | Wed.           | Dlp.           | Ass.           | Wed.   | Dlp.   | Ass.   |
| ----------- | -------------- | --------------- | ---------- | ---------- | ---------- | ----- | ----- | ----- | -------------- | -------------- | -------------- | ------ | ------ | ------ |
| 2019/20     | F91 Dudelange  | BGL Ligue       | 11         | 0          | 0          | 1     | 0     | 0     | 14             | 0              | 3              | 26     | 0      | 3      |
| Club Totaal | Club Totaal    | Club Totaal     | 11         | 0          | 0          | 1     | 0     | 0     | 14             | 0              | 3              | 26     | 0      | 3      |
| 2022/23     | RSCA Futures   | Eerste Klasse B | 3          | 1          | 1          | —     | —     | —     | —              | —              | —              | 3      | 1      | 1      |
| Club Totaal | Club Totaal    | Club Totaal     | 3          | 1          | 1          | 0     | 0     | 0     | 0              | 0              | 0              | 3      | 1      | 1      |
| 2022/23     | → FC Emmen     | Eredivisie      | 28         | 1          | 1          | 3     | 0     | 0     | —              | —              | —              | 31     | 1      | 1      |
| Club Totaal | Club Totaal    | Club Totaal     | 28         | 1          | 1          | 3     | 0     | 0     | 0              | 0              | 0              | 31     | 1      | 1      |
| 2023/24     | RSCA Futures   | Eerste Klasse B | 21         | 1          | 3          | —     | —     | —     | —              | —              | —              | 21     | 1      | 3      |
| Club Totaal | Club Totaal    | Club Totaal     | 24         | 2          | 4          | 0     | 0     | 0     | 0              | 0              | 0              | 24     | 2      | 4      |
| 2023/24     | RSC Anderlecht | Eerste Klasse A | 1          | 0          | 0          | 1     | 0     | 0     | —              | —              | —              | 2      | 0      | 0      |
| Club Totaal | Club Totaal    | Club Totaal     | 1          | 0          | 0          | 1     | 0     | 0     | 0              | 0              | 0              | 2      | 0      | 0      |
| 2024/25     | Rodez AF       | Ligue 2         | 23         | 4          | 4          | 1     | 0     | 0     | —              | —              | —              | 24     | 4      | 4      |
| Club Totaal | Club Totaal    | Club Totaal     | 23         | 4          | 4          | 1     | 0     | 0     | 0              | 0              | 0              | 24     | 4      | 4      |
| Totaal      | Totaal         | Totaal          | 87         | 7          | 9          | 6     | 0     | 0     | 14             | 0              | 3              | 107    | 7      | 12     |

Bijgewerkt op 3 januari 2023.

## Privé
- Bouchouari is de neef van Benjamin Bouchouari en het neefje van ex-profvoetballer Hakim Bouchouari.[6][7]

1 Hoekstra ·
2 Soares ·
3 Vos ·
4 Te Wierik  ·
5 Geypens ·
6 Mulder ·
7 Rhein ·
8 Bakir ·
10 Hawkins ·
11 Landu ·
12 Quispel ·
14 Van Manen ·
16 Ten Brinke ·
16 Norder ·
16 Wanki ·
17 Hekkert ·
18 Evina ·
20 Kade ·
21 Nunumete ·
22 Martin ·
23 Hammouti ·
24 Nsona ·
26 Wagner ·
27 Schouten ·
28 Jalving ·
34 Bolk ·
38 Unbehaun ·
46 Eduardo ·
Coach: Arts
· Assistent-coach: Hegeman
· Assistent-coach: Van der Linden
· Keeperstrainer: Sulmann